# Pallone d'oro 2016

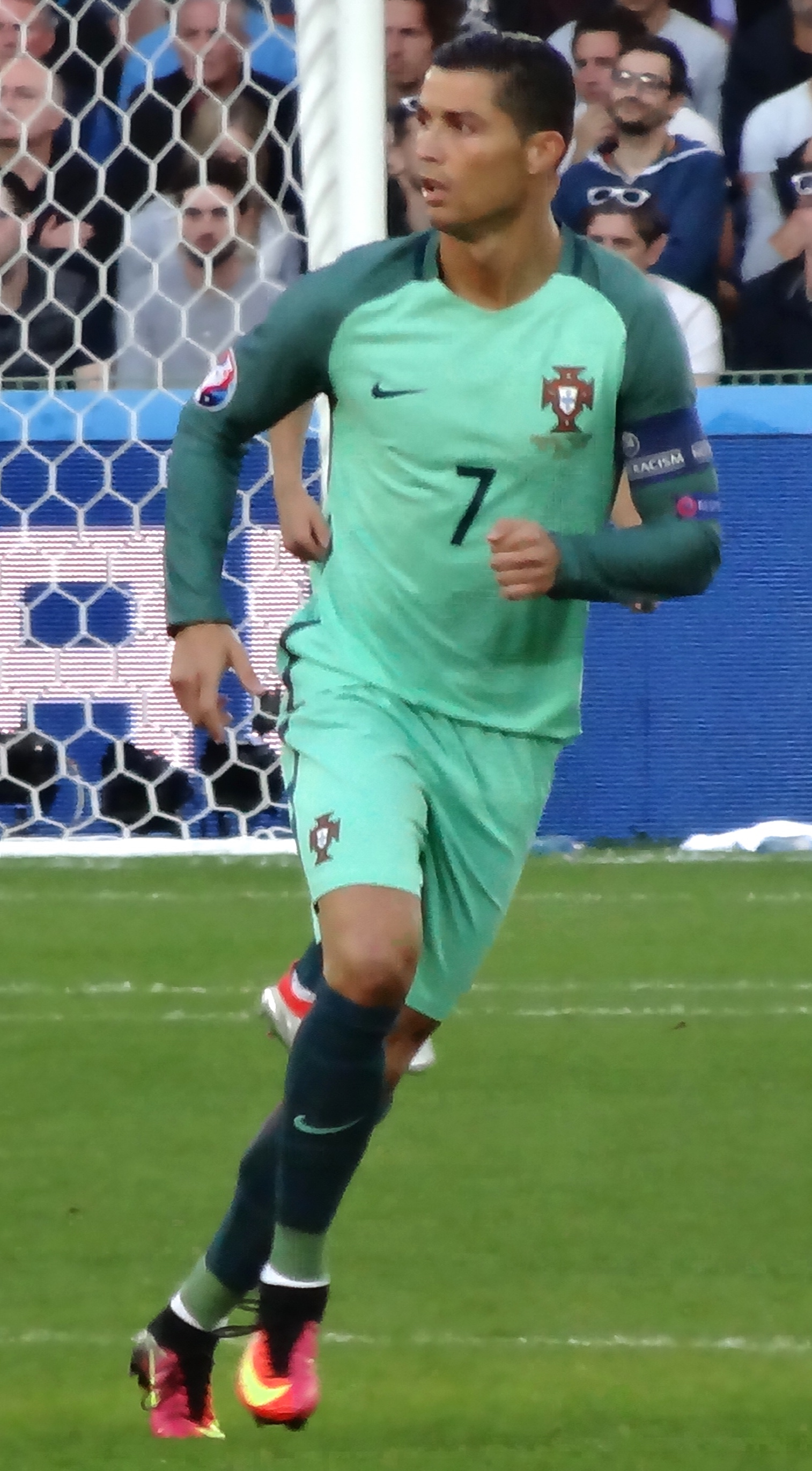
Cristiano Ronaldo, Pallone d'oro 2016.

Il Pallone d'oro 2016 viene consegnato il 13 dicembre 2016. A distanza di sei anni in cui era stato sostituito dal Pallone d'oro FIFA, il premio torna ad essere assegnato dal solo France Football, dopo che la rivista non ha trovato l'accordo per continuare la collaborazione con la FIFA nel settembre 2016.
Tra i 30 candidati al trofeo, spiccano i vincitori del premio Cristiano Ronaldo (con un Pallone d'oro nel 2008 e due Palloni d'oro FIFA nel 2013 e nel 2014) e Lionel Messi (con un Pallone d'oro, vinto nell'edizione del 2009, ultimo prima della nascita del Pallone d'oro FIFA, premio vinto 4 volte dalla Pulce). 
Degli altri 28 candidati, altri 5, oltre al citato Ronaldo, sono del Real Madrid (Gareth Bale, Sergio Ramos, Pepe, Luka Modrić e Toni Kroos), 4 del Barcellona (oltre a Messi, anche Andrés Iniesta, Neymar e Luis Suárez), 4 del Bayern Monaco (Robert Lewandowski, Manuel Neuer, Thomas Muller e Arturo Vidal), 3 dell'Atlético Madrid (Diego Godín, Antoine Griezmann e Koke), 3 della Juventus (Gianluigi Buffon, Paulo Dybala e Gonzalo Higuaín, arrivato a luglio dal Napoli), 2 dal Manchester City (Sergio Agüero e Kevin De Bruyne), 2 dal Manchester Utd (Paul Pogba e Zlatan Ibrahimović, arrivati entrambi durante il calciomercato estivo rispettivamente da Juventus e Paris Saint-Germain), 2 dal Leicester City campione d'Inghilterra (Jamie Vardy e Riyad Mahrez) e uno a testa da Tottenham (Hugo Lloris), West Ham Utd (Dimitri Payet), Borussia Dortmund (Pierre-Emerick Aubameyang) e Sporting Lisbona (Rui Patrício).

## Graduatoria
Il 12 dicembre 2016, tramite il proprio sito ufficiale, France Football ha annunciato la classifica del Pallone d'oro: il vincitore è risultato essere Cristiano Ronaldo, come ampiamente pronosticato alla vigilia.